# Dušan Petričić
 (octobre 2020).
Dušan Petričić (Душан Петричић), né le 10 mai 1946 à Belgrade, Yougoslavie, est un illustrateur et caricaturiste serbe. Il a illustré des journaux et magazines tels que  Politika, The New York Times, The Wall Street Journal ou le Toronto Star.

## Biographie
Il naît le 10 mai 1946 à Belgrade, alors en Yougoslavie.
De 1993 à 2013, il vit et travaille à Toronto, en Ontario, au Canada.
Il vit actuellement à Zemun, en Serbie.

## Distinctions
Il a reçu différents prix dont, en 1987, le Levstikova nagrada (sl) (Slovénie).
Il a également reçu l'IBBY Certificate of Honour, un prix du livre d'Alberta pour ses illustrations dans « On Tumbledown Hill » de Tim Wynne-Jones.
Il figure dans la « Honour List » 1998 de l' IBBY, catégorie Illustration, pour Bone Button Borscht (texte de Aubrey Davis)
Parmi les œuvres auxquelles il a participé et qui ont reçu des prix, on peut citer The Truth About Wind, SNAP!, The Man With the Violin, Mattland, et My Toronto.